# Szildenafil
A szildenafil-citrát a férfi erektilis diszfunkciójának (merevedési zavar) kezelésében alkalmazott gyógyszerhatóanyag. A szert a Pfizer-cég fejlesztette ki, és Viagra márkanéven hozta forgalomba. Hatásának kialakulásához szexuális ingerlésre van szükség. A bevétel után a hatás 0,5-2 (átlagosan 1) óra elteltével jelentkezik.

## Biológiai hatásmechanizmus
A hímvessző erekciójáért a nitrogén-monoxid (NO) vegyület a felelős, amely a pénisz szivacsos állományának sejtjeiben aktiválja a guanilát-cikláz enzimet. Ezen enzim hatására ciklikus guanozin-monofoszfát (cGMP) keletkezik, amely különböző jelátviteli utakon keresztül ellazítja a hímvessző simaizmait, ezzel elősegítve a vér beáramlását és az erekció létrejöttét. A cGMP-t egy foszfodiészteráz enzim (foszfodiészteráz-5(PDE-5)) bontja le. A szildenafil ezt a bontóenzimet blokkolja, ezzel tartósan magas cGMP-szintet és ezáltal „biztosabb” merevedést hoz létre.
A hatóanyagot szív- és keringési betegségek kezelésében is alkalmazzák, simaizom-lazító hatása miatt.
Érdekességként említhető, hogy a szildenafilt tartalmazó tápoldat a vágott virágok hervadását is késlelteti.

## Története
A szildenafil-citrátot (compound UK-92480) eredetileg a magas vérnyomás és más szívbetegségek kezelésére kísérletezte ki egy gyógyszervegyészekből álló gyógyszeripari fejlesztőcsoport, a Pfizer cég megbízásából. A Morriston-klinikán a Phase 1 tesztek során furcsa hatásokat tapasztaltak a kísérleti alanyok. Szívgyógyszernek nem vált be, de a kutatók most végre megtalálták azt a vegyületet, amelyet az emberiség már ősidők óta keresett.
Az USA-ban a Food and Drug Administration 1998. március 27-én engedélyezte az első szildenafil-citrát tartalmú készítményt mint az első hatásos, a potenciazavar kezelésére szolgáló, szájon át szedhető készítményt.
Az amerikai piacon óriási kereslet alakult ki, jóval többen szerettek volna hozzájutni ehhez a gyógyszerhez, mint amennyit a gyártó cég elő tudott állítani belőle, ami a készítmény jelentős felértékelődéséhez, drágulásához vezetett.
Az Egyesült államokban 1999 és 2001 között a Viagra eladási forgalma meghaladta az egymilliárd USA dollárt.
Mára a Viagra közismert, széles körben elfogadott mint hatásos potencianövelő.
A Viagra az Európai Unióban központosított (centralizált) törzskönyvezési eljárással kapott forgalombahozatali engedélyt, így az engedélyezést végző hatóság (EMEA) honlapján elérhető az elkészült európai nyilvános értékelő jelentés (EPAR) összefoglalója. Ez bemutatja, hogy az emberi felhasználásra szánt gyógyszerek bizottságának (CHMP) az elvégzett vizsgálatokon alapuló értékelése miként vezetett a gyógyszer alkalmazási feltételeire vonatkozó ajánlásokhoz.

## Mellékhatások
Használata során leggyakrabban fejfájást, arckipirosodást, emésztési zavarokat, orrdugulást és esetenként bevillanásokat és fotofóbiát jelentettek. Néhányan panaszkodtak a perifériás látás elhomályosodására és elvesztésére.  2005 júliusában az FDA megállapította, hogy a szildenafil bizonyos betegeknél valóban látáskárosodást okozhat. 
Ritkán megfigyelt súlyos mellékhatások közé tartozik a hosszan tartó erekció, súlyos alacsony vérnyomás, szívroham, kamrai aritmiák, stroke, megnövekedett intraokuláris nyomás és hirtelen halláscsökkenés.

## Készítmények
- Viagra (Pfizer) – 25 mg, 50 mg, vagy 100 mg-os filmtabletta kiszerelésben
- Sildenafil Pfizer
- Sildenafil Teva – 100,50,25 mg-os kiszerelésben
- Silderec
- Revatio (Pfizer)
- Kamagra (Ajanta Pharma)
- Silagra (Cipla)
- Edegra (Sun Pharmaceutical)
- Penegra (Zydus Cadila)
- Zenegra (Alkem Laboratories)

## Sildenafil hatóanyagú gyógyszerek szedése nem ajánlott
- alkohol fogyasztása mellett
- grapefruit, grapefruitlé vagy yohimbe fogyasztásával együtt
- más potencianövelő hatóanyaggal együtt (avanafil, tadalafil, vardenafil) szedve
- a pénisz fizikai deformációja esetén (pl. Peyronie-betegség)
- gyomorfekély esetén
- retinitis pigmentosa szembetegség esetén
- máj- vagy vesebetegség esetében